# Fuentes Carrionas
El macizo de Fuentes Carrionas es un sistema montañoso, perteneciente a la cordillera Cantábrica, situado en el norte de la provincia de Palencia, pero integrado también en las de León y Cantabria, en España. Su pico más alto es Peña Prieta, con 2538 m s. n. m. que además es la única cumbre del macizo que aparece entre las «100 cumbres más prominentes de la península ibérica» (41.º, con 1088 m de prominencia).
En el macizo de Fuentes Carrionas hay 52 picos de más de 2000 m de altitud con una prominencia de al menos  30 m, que se reducen a 15 si se considera una prominencia de 100 m y a solo cinco si es de 300 m —Peña Prieta (2539 m), Curavacas (2524 m), Espiguete (O) (2451 m), Pico Lezna (2207 m) y Horca de Lores (2021 m)—. Son 82 los que superan los  1500 m de altitud, de los que 23 tienen más de 100 m de prominencia y 6 más de 300 m. Y son un total de 11 las cumbres que superan los 2400 m de altitud.

## Localización
Su parte palentina (la de más extensión) está situada próxima a la localidad de Cardaño de Arriba, en el término municipal de Velilla del Río Carrión, a 32 km de Guardo y 128 km de Palencia. Esta reserva natural se halla integrada en el parque natural Montaña Palentina.  Su ubicación exacta es 43°00′49″N 4°43′53″O / 43.01361, -4.73139

## Etimología
Se atribuye al naturalista romano Plinio el Viejo la primera mención documentada del nombre Carrión, que da nombre también al río, en su obra Naturalis Historia en el pasaje:

En el campo carrinense de Hispania fluyen, una junto a otra, dos fuentes: una de ellas arroja todo lo que se le debe y la otra lo absorbe.
In Carrinensi Hispaniae agro duo fontes iuxta fluunt, alter omnia respuens, alter absorbens.
Plinio, Naturalis Historia, II, 231

refiriéndose muy probablemente al fenómeno de las dos lagunas de Fuentes Carrionas donde nace el río Carrión. Este nombre sustituyó al más primitivo de Nubis.

## Definición y características
Esta barrera montañosa sirve de límite natural entre las provincias de Palencia y Cantabria; se suele utilizar erróneamente el nombre de Peña Prieta para referirse al sistema de picos que componen el macizo de Fuentes Carrionas, pero es necesario hacer distinción entre la cumbre principal, en la provincia de Cantabria (2539 m), el pico Tres Provincias (2498 m) situado en el límite entre León, Cantabria y Palencia, y el pico de mayor altitud de la zona palentina, contiguo a Peña Prieta que es conocido como pico del Infierno (2537 m), el punto geodésico más alto de la provincia. Este extremo es controvertido, pues hay quien considera esta cima una prolongación de Peña Prieta.

## Principales elevaciones

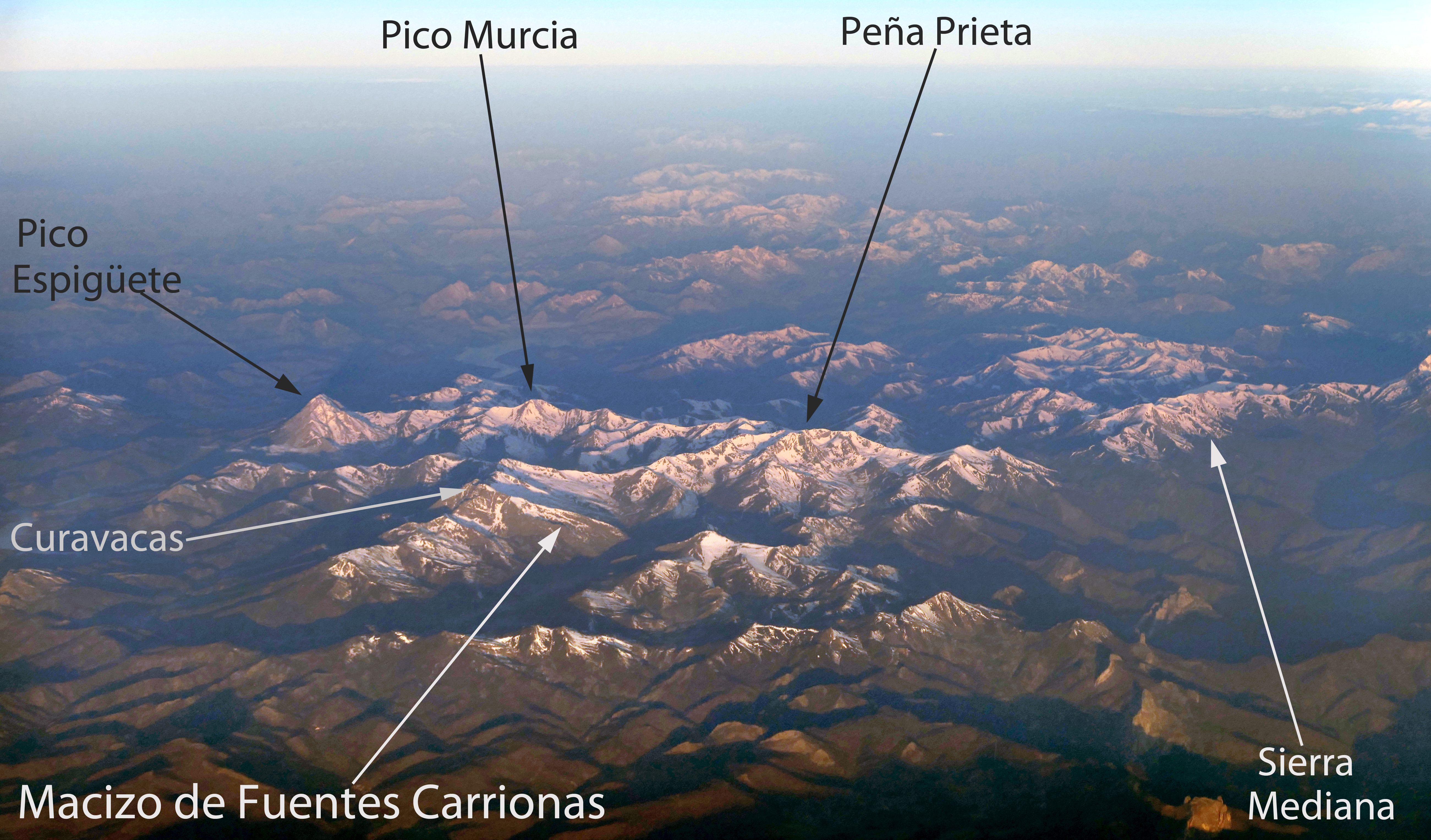
Vista aérea.

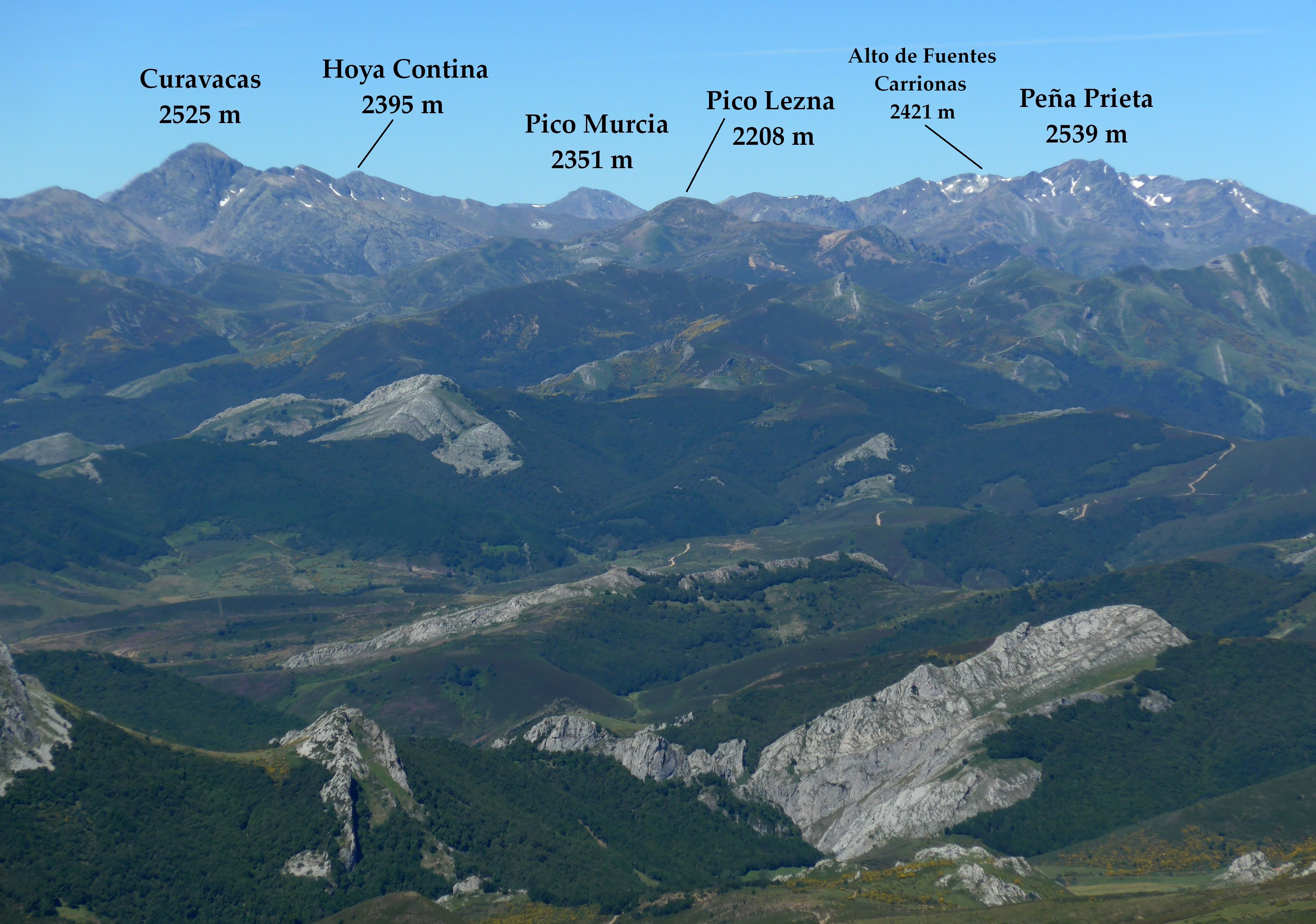
Vistas desde el pico Tres Mares hacia la Montaña Palentina (macizo de Fuentes Carrionas)

En la parte leonesa pico las Cuartas (2451 m), en la cántabra Peña Prieta (2539 m), en la parte palentina, son el Curavacas (2524 m), Espigüete (2451 m), Alto del Tío Celestino (2396 m), Agujas de Cardaño (2393 m) y pico Murcia (2355 m), y compartido, el Mojón de Tres Provincias (2498 m).

## Geomorfología
Es una zona muy compleja tectónicamente, con gran diversidad de litologías y fragmentada por numerosas fallas. Sus calizas están surcadas por una densa red de diaclasas, y han permitido un importante modelado kárstico. El glaciarismo fue muy importante durante el Cuaternario, como atestiguan los circos, valles y sistemas morrénicos presentes en la zona, componiendo un conjunto típicamente alpino.

## Hidrografía

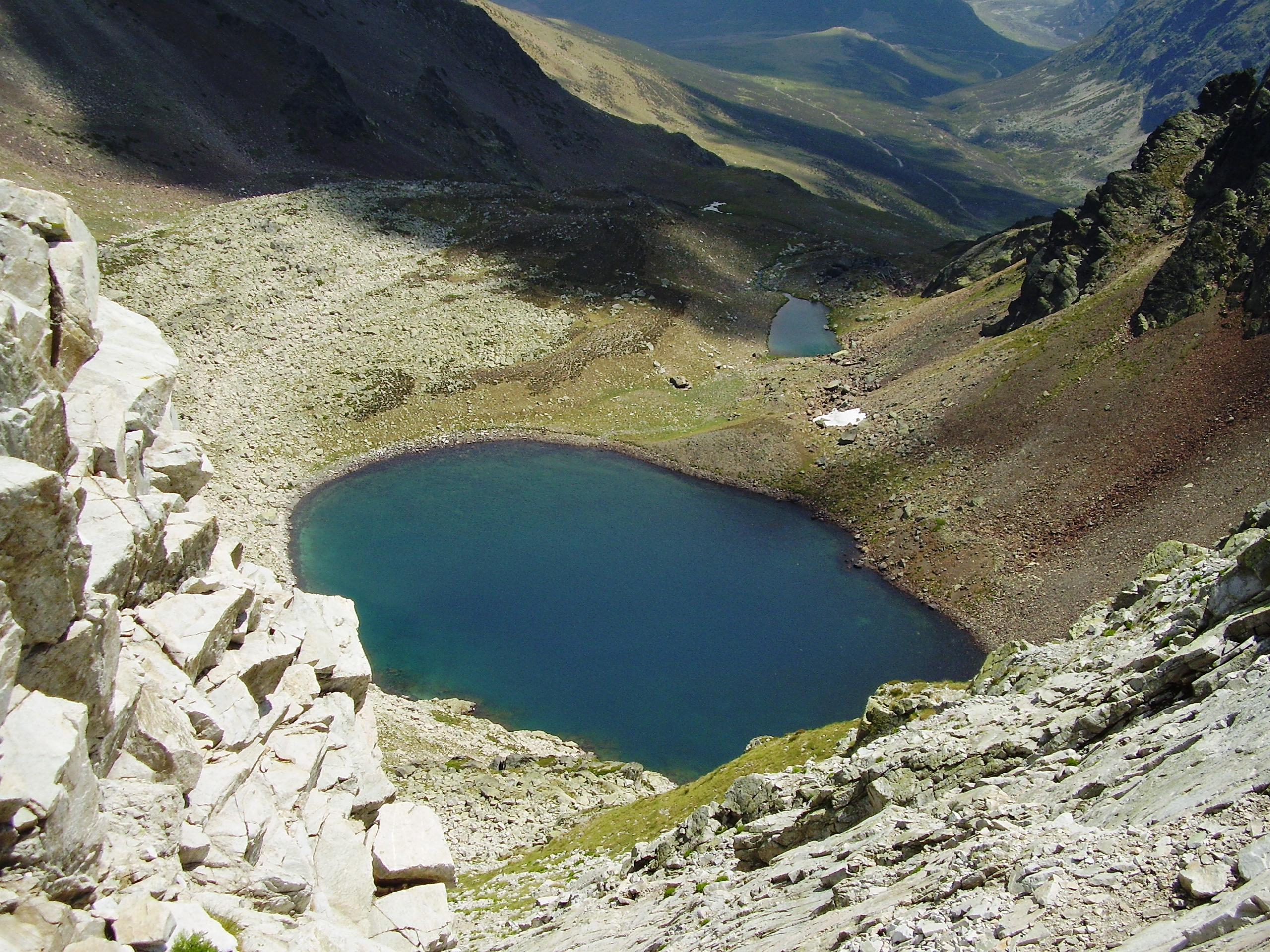
Laguna de Fuentes Carrionas, en el circo glaciar del mismo nombre.

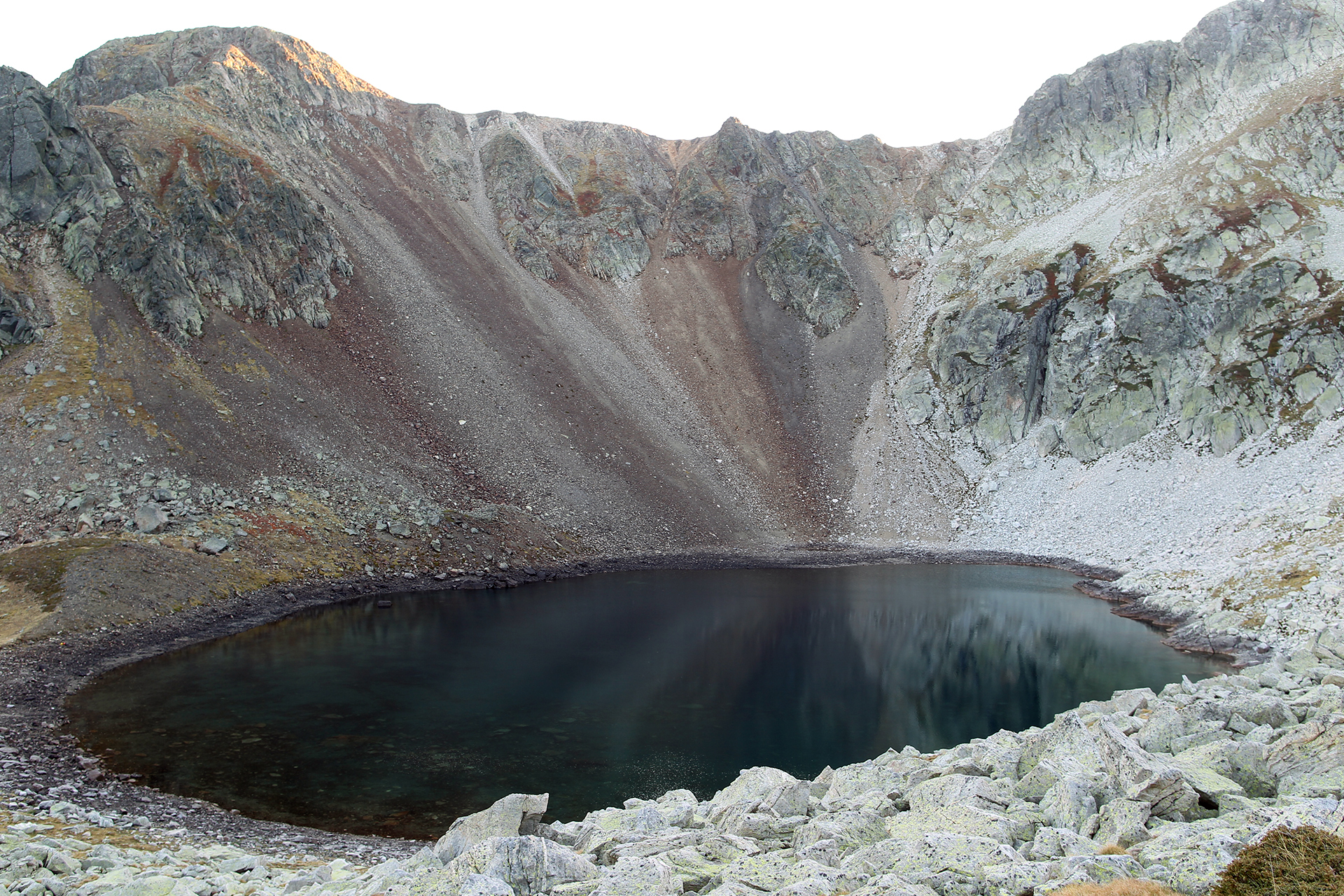
Laguna de Fuentes Carrionas.

En un circo glaciar formado por varios picos, y a 2220 m s. n. m., se encuentra la laguna de Fuentes Carrionas, que es donde nace el río Carrión, que atraviesa de norte a sur toda la provincia de Palencia para recibir a su paso las aguas de los numerosos arroyos y ríos que nacen en estas altas montañas, como los ríos Cardaño y Arauz, y los arroyos de Aviaos o Mazobres, además de ser retenido en dos embalses construidos en su cauce: el embalse de Camporredondo (1930) y, contiguo a este, el embalse de Compuerto (1960). Existen en este entorno más lagunas glaciares, como el Pozo de las Lomas (2080 m), el lago del Ves (2050 m) y el Pozo Curavacas (1800 m).

## Flora
Las condiciones climáticas convierten Fuentes Carrionas en un reducto rico en diversas especies. Los bosques, abundantes, tienen predominio de haya, roble y melojo, siendo muy apreciados sobre todo los encinares y sabinares, además de algunos de los pocos pinares naturales de la Cordillera. También hay gran variedad de plantas: brezo, arándano, tormentilla, brezo de turbera y pedicularis. En las inmediaciones del Curavacas también se halla la peculiar sempervivum. Entre estas últimas es necesario destacar una variedad que sólo se da en el Espigüete, descubierta en 1935 y que lleva el nombre de Sempervivum Giuseppii (en honor a su descubridor), un subgénero de la Sempervivum cantabricum

## Fauna
Fuentes Carrionas está declarada reserva nacional de caza mediante la Ley 37/1966 por su gran riqueza faunística: ciervo, jabalí, lobo, gato montés, rebeco y corzo; pero son el urogallo y el oso pardo, ambas en grave peligro de extinción, sus especies más importantes. Entre las aves, hay que citar la perdiz, águila real, buitre leonado, cernícalo común, búho real y lechuza. También existen otros más pequeños: roedores como el conejo común y la ardilla o mustélidos, como la nutria, además de reptiles: algunos tipos de lagarto y pequeñas variedades de serpientes. Los numerosos ríos que nacen en la zona son muy ricos en truchas.